# Boškin
Boškin je priimek več oseb:
- Angela Boškin, slovenska medicinska sestra
- Teja Boškin, slovenski fotomodel